# 龍華花園
龍華花園（英語：Ronsdale Garden）是香港的一個高級私人屋苑，位於香港島渣甸山大坑徑25號，由兩座樓高33層的大廈組成，發展商為和記黃埔，於1986年入伙。

## 屋苑設計

### 住宅
龍華花園由兩座樓高三十三層的大廈組成，於1986年入伙，每層設有六個單位，合共有396單位。每個單位面積由886平方呎至1225平方呎，客廳均設有落地玻璃窗，A、B、C、D單位更設有小露台。

### 停車場
五層高的停車場合共提供約四百個車位。停車場設有水龍頭供住客取水洗車。

### 游泳池
龍華花園的一大特色是擁有一個不規則形狀露天游泳池。泳池約長三十米，闊十米，中段邊更設有瀑布，泳客可用來按摩。泳池設有一條樓高一層的滑梯供兒童玩樂。

### 平台
兩座大廈均由露天平台連接一起。平台設有兒童玩樂設施及輕便建身設施，亦種有大量花草樹木，十分闊落。每逢節日時家家戶戶均會在平台聯誼，這亦是龍華花園的特色之一。

## 交通
除了私家車外，21M 專線小巴是龍華花園外最便捷的公共交通工具，可於十五分鐘內直抵銅鑼灣中心地帶。

## 樓宇特色
龍華花園座落於半山上，三面環山，其中二座C，D室更享有全山景，沒有任何道路或樓宇阻隔。

## 鄰近建築

### 私人屋苑
- 光明臺(大坑道5-7號)
- 帝臺(大坑道26號)
- 麗星樓(現重建為豪宅「上林」)(大坑道15號)
- 大寶閣(大坑道70號) - 明星鄭秀文及家人居住於此
- 豪園(嘉寧徑/光明臺斜對面)- 明星陳寶珠及家人居住於此
- Y.I (大坑道10號)
- 嘉崙臺(大坑道152號)
- 瑞士花園(大坑道113號)
- 竹麗苑(大坑道8號)
- 永威閣(大坑道3號)
- 龍園(大坑道春暉台1號)
- 名門（大坑徑23號）
- 嘉景台(大坑徑19號)
- 栢園(大坑徑6號)
- 高寧大廈(大坑徑5號)
- 高景大廈(大坑徑7號)
- 大坑台(春暉道5號)
- 雍藝軒(浣紗街55號)
- 玫瑰新邨(司徒拔道41C號) - 前政務司司長陳方安生及其家族居住於此
- 曉廬(司徒拔道41D號) - 許世勳家族發展;林青霞夫婦、明星張學友及家人居住於此
- 禮頓山(樂活道2B號) - 鄭少秋、前政務司司長許仕仁居住於此
- 樂景園(樂活道20號) - 明星黎明居於一個3134呎的高層單位
- 柏樂苑(樂活道38號) - 明星舒淇居住於此
- 樂翠台(樂活道10號)
- 樂陶苑(樂活道18號)
- 比華利山(樂活道6號)

### 公共屋邨
- 勵德邨

### 教堂、寺院、醫院
- 聖公會聖馬利亞堂
- 天主教基督君王小堂
- 聖保祿醫院
- 蓮花宮

### 學校
- 聖保祿學校
- 皇仁書院
- 香港真光中學
- 中華基督教會公理高中書院

### 其他
- 虎豹別墅 (香港)
- 渣甸山居民協會
- 中華遊樂會 - 富豪(例如何鴻燊或劉鑾雄)打球之地
- 維景酒店
- 摩頓台天橋

## 爭議事件
屋苑初期的管理公司為發展商旗下的高衛物業管理，但由於管理質素惡劣，曾於2010年10月1日被更換至置邦物業管理， 其後再被更換至現時的富城物業管理。

## 註腳
1. ↑  雅虎香港 - 地產
2. ↑  .   [2017-08-10]. （原始内容存档于2017-08-10）.
3. ↑   (PDF).   [2017年8月10日]. （原始内容存档 (PDF)于2019年12月3日）.